# Goodia unguiculata
Goodia unguiculata är en fjärilsart som beskrevs av Eugène Louis Bouvier 1936. Goodia unguiculata ingår i släktet Goodia och familjen påfågelsspinnare. Inga underarter finns listade i Catalogue of Life.